# Fisayo Adarabioyo
Fisayo Mubarak Adarabioyo (Londen, 1 februari 1995) is een Engels-Nigeriaans voetballer die als aanvaller speelt. Hij is de broer van Oluwatosin Adarabioyo.

## Carrière
Adarabioyo speelde in Engeland voor Macclesfield Town FC en AFC Fylde, beiden uitkomend in de National League. In de zomer van 2016 tekende hij bij NAC Breda, waar hij op 22 augustus 2016 zijn debuut maakte in de met 1-2 gewonnen uitwedstrijd tegen FC Dordrecht. Met NAC Breda promoveerde hij naar de Eredivisie. In het seizoen 2017/18 werd hij verhuurd aan FC Oss. In 2019 speelde hij enkele maanden voor FC U Craiova 1948, waarmee hij op het derde niveau van Roemenië uitkwam. In 2020 ging hij naar Warrington Town FC. In oktober 2020 sloot hij, na een periode bij Curzon Ashton FC, aan bij Altrincham FC.

### Carrièrestatistieken
| Seizoen                    | Club                 | Land           | Competitie            | Competitie | Competitie | Beker | Beker | Overig | Overig | Totaal | Totaal |
| Seizoen                    | Club                 | Land           | Competitie            | Wed.       | Dlp.       | Wed.  | Dlp.  | Wed.   | Dlp.   | Wed.   | Dlp.   |
| -------------------------- | -------------------- | -------------- | --------------------- | ---------- | ---------- | ----- | ----- | ------ | ------ | ------ | ------ |
| 2015/16                    | Macclesfield Town FC | Engeland       | National League       | 3          | 0          | 0     | 0     | –      | –      | 3      | 0      |
| 2015/16                    | AFC Fylde            | Engeland       | National League North | 1          | 0          | 0     | 0     | –      | –      | 1      | 0      |
| 2016/17                    | NAC Breda            | Nederland      | Eerste divisie        | 12         | 1          | 0     | 0     | 2      | 0      | 14     | 1      |
| 2017/18                    | FC Oss               | Nederland      | Eerste divisie        | 16         | 2          | 1     | 0     | –      | –      | 17     | 2      |
| Carrièretotaal             | Carrièretotaal       | Carrièretotaal | Carrièretotaal        | 32         | 3          | 1     | 0     | 2      | 0      | 35     | 3      |
| Bijgewerkt op 10 juni 2019 |                      |                |                       |            |            |       |       |        |        |        |        |